# Valerij Kuzmics Nyepomnyjascsij
Valerij Kuzmics Nyepomnyjascsij (oroszul: Валерий Кузьмич Непомнящий; Szlavgorod, 1943. augusztus 7. –) orosz labdarúgóedző.

## Pályafutása
1961 és 1965 között a SKIF Aşgabat csapatában játszott. 1965 és 1967 között a Szpartak Szamarkand játékosa volt.

## Edzőként
1982-ben a Kolhozcsi Aşgabat csapatánál kezdte az edzői pályafutását. 1988 és 1990 között a kameruni válogatott szövetségi kapitánya volt. Sikeresen kivezette a kameruni csapatot az 1990-es világbajnokságra, ahol nagy meglepetésre egészen a negyeddöntőig meneteltek. 1991-ben a kínai válogatott technikai konzulense volt. 1992 és 1993 között Törökországban a Gençlerbirliği csapatát edzette. Később dolgozott Dél-Koreában a Yukong Elephants / Bucheon SK, Japánban a Sanfrecce Hiroshima és Kínában a Shenyang Haishi, a Santung Lüneng és a Sanghaj Senhua együttesénél. 2006-ban az üzbég Paxtakor Taskent vezetőedzője és Üzbegisztán szövetségi kapitánya volt. 2008 és 2011, illetve 2014 és 2016 között között a Tom Tomszk csapatánál dolgozott. A 2012–13-as idényben a CSZKA Moszkvánál volt technikai konzulens. 2018-ban az FK Baltika csapatát irányította.